# Město Libavá
Město Libavá är en ort i Tjeckien.   Den ligger i regionen Olomouc, i den östra delen av landet, 230 km öster om huvudstaden Prag. Město Libavá ligger 544 meter över havet och antalet invånare är 1 213.
Terrängen runt Město Libavá är platt norrut, men söderut är den kuperad. Runt Město Libavá är det mycket glesbefolkat, med 5 invånare per kvadratkilometer. Närmaste större samhälle är Šternberk, 15,9 km väster om Město Libavá. I omgivningarna runt Město Libavá växer i huvudsak blandskog.